# Zemelanopsis trifasciata
Zemelanopsis trifasciata är en snäckart som först beskrevs av Gray 1843.  Zemelanopsis trifasciata ingår i släktet Zemelanopsis och familjen Melanopsidae. Inga underarter finns listade i Catalogue of Life.